# Columbian half dollar
Le Columbian half dollar (littéralement le demi dollar colombien) est une pièce de monnaie émise par le Bureau of the Mint (plus simplement le Mint) en 1892 et 1893. Il s'agit de la première pièce commémorative des États-Unis. Elle a été émise à la fois pour lever des fonds pour l'Exposition universelle de 1893 à Chicago et pour célébrer le quatrième centenaire du premier voyage de Christophe Colomb aux Amériques, celui-ci figurant sur la pièce. Le Columbian half dollar est la première pièce de monnaie qui représente un personnage historique.
La pièce a été créée par la volonté des organisateurs de l'Exposition universelle de 1893 d'obtenir des fonds fédéraux pour finir la construction de l'exposition. Le Congrès américain avait alloué des fonds et permis que ce soit sous la forme d'un demi dollar. Les législateurs et les organisateurs de l'exposition pensaient qu'elle pouvait être vendue avec un bénéfice. Le président de la foire, James Ellsworth, voulait que la pièce soit basée sur une peinture du XVIe siècle par Lorenzo Lotto, supposément de Colomb, qu'il possédait, et a insisté que ce soit ce portrait qui soit utilisé durant la conception de la pièce. Quand les premières esquisses par le graveur en chef Charles E. Barber se sont montrés insatisfaisants, les organisateurs de l'exposition se sont tournés vers un dessin d'Olin Levin Warner. Après modifications par Barber et son assistant (George T. Morgan), le dessin a été gravé le Mint.
Environ cinq millions de pièces ont été frappées, bien au-delà de la demande, et la moitié ont été fondues. La pièce n'a pas permis de redresser les comptes de l'exposition puisque seulement 400 000 pièces ont été vendues au prix majoré, et quelque deux millions ont été mises en circulation et y sont restées jusqu'aux années 1950. Aujourd'hui, les pièces peuvent être achetées pour moins de 20 dollars U.S. pour celles ayant été en circulation ; les pièces en condition presque parfaite pour environ 1 000 $, bien en deçà des 10 000 $ que les fabricants des machines à écrire Remington ont payé en 1892 à des fins publicitaires pour le premier spécimen frappé.

## L'exposition
En 1890, le Congrès passa une loi garantissant le soutien du gouvernement fédéral pour une exposition commémorant le 400e anniversaire du premier voyage de Christophe Colomb dans le Nouveau-Monde. Le décret établissait un Comité pour superviser la World's Columbian Exposition. Des notables de Chicago créèrent la World's Columbian Exposition Company («The Company») pour organiser la construction de l'Exposition. La Company sortit victorieux dans la lutte pour savoir quel groupe serait chargé de la construction. Sans Daniel Burnham, à la tête du comité d'architectes de la Company, la foire n'aurait peut-être jamais été construite. Burnham, dont la phrase favorite était « Ne fais pas de petits plans ; ils n'ont pas la magie nécessaire à faire bouillir le sang des hommes.»
Un terrain vague de 278 hectares sur les rives du lac Michigan a été sélectionné pour accueillir l'exposition. Les bâtiments étaient de style classique, d'influence grecque et romaine, et étaient faits de plâtre et de chanvre appelé «staff» qui ressemblait du marbre,. Benjamin Harrison invita «le monde entier» à participer à l'exposition; plusieurs pays construisirent des pavillons et tous les états des États-Unis et territoires étaient représentés.

## Création

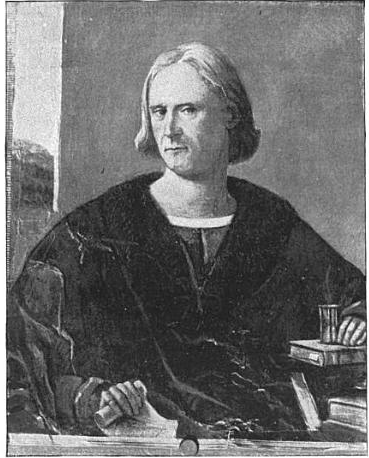
Reproduction de la peinture de Lorenzo Lotto, prétendument de Christophe Colomb, qui a servi de base au revers du demi dollar

Les efforts pour promouvoir la pièce commémorative de l'exposition commencèrent vers janvier 1892. Les pièces ont été fortement soutenues par la tête du comité de la Company pour les Lettres, James Ellsworth qui était particulièrement intéressé puisqu'il avait acheté récemment une peinture de Lorenzo Lotto d'un homme de lettres, prétendument Christophe Colomb. Ellsworth voulait le portrait d'être la base de la pièce. Il était conseillé par l'auteur et journalist William Eleroy Curtis, aussi un membre du comité de la foire. En avril 1892, partisans de la pièce gagnèrent le support du directeur du Bureau of the Mint, Edward O. Leech, qui voulait une pièce avec le visage de Christophe Colomb sur une face. Curtis était au courant des difficultés de la compétition du bureau pour les nouvelles pièces en argent en 1891, qui avait amené du Barber coinage, dessiné par le graveur en chef Charles E. Barber. Les nouvelles pièces étaient critiquées et Crustis conseilla Ellsworth de prendre le contrôle du processus de création de la pièce, pour assurer à la fois un meilleur dessin et l'utilisation du portrait de Lotto. Jusqu'à cette pièce, aucune pièce des États-Unis n'avait représenté une personne, même si la déesse de la Liberté avait été souvent représenté.

En mai 1892, il était évident que des fonds supplémentaires étaient nécessaires pour finir les bâtiments de l'exposition. La Company avait vendu des actions et la ville de Chicago des obligations pour payer la construction, mais le budget avait été largement sous-estimé. La Company chercha une subvention de cinq millions de dollars du gouvernement fédéral pour finir le travail. Quand le Congrès refuse un soutien direct, les soutiens du projet proposèrent que les 5 millions viennent d'un demi dollar spécial qui pourrait être vendu comme souvenir. Les États-Unis n'avaient jamais frappé de pièce commémorative  et il était espéré par les organisateurs que la pièce puisse être vendue au double du prix effectif. Le métal nécessaire devait venir de pièces non-valides et obsolètes déjà dans les mains du Trésor. Il n'y aurait donc pas de dépense pour le gouvernement dans le processus de production . Durant le débat sur la loi au Sénat, le sénateur de l'Iowa, William B. Allison, prévu qu' «elles ne seront pas seulement des souvenirs pour aujourd'hui, mais qu'elles seront transmises [...] aux 200 millions qui vivront ici dans le futur. Des enfants pleureront pour elles et les personnes âgées les demanderont». Mais le sénateur de l'Ohio, John Sherman, avertit que « l'énorme nombre de ces demis dollars détruira de leur valeur comme souvenir ». Avec le Congrès pressé de fuir la chaleur de l'état à Washington, un compromis fut trouvé pour réduire le montant à 2,5 millions de dollars, d'où cinq millions de demi dollars. Le Congrès passa la loi autorisant la frappe le 5 août 1892.

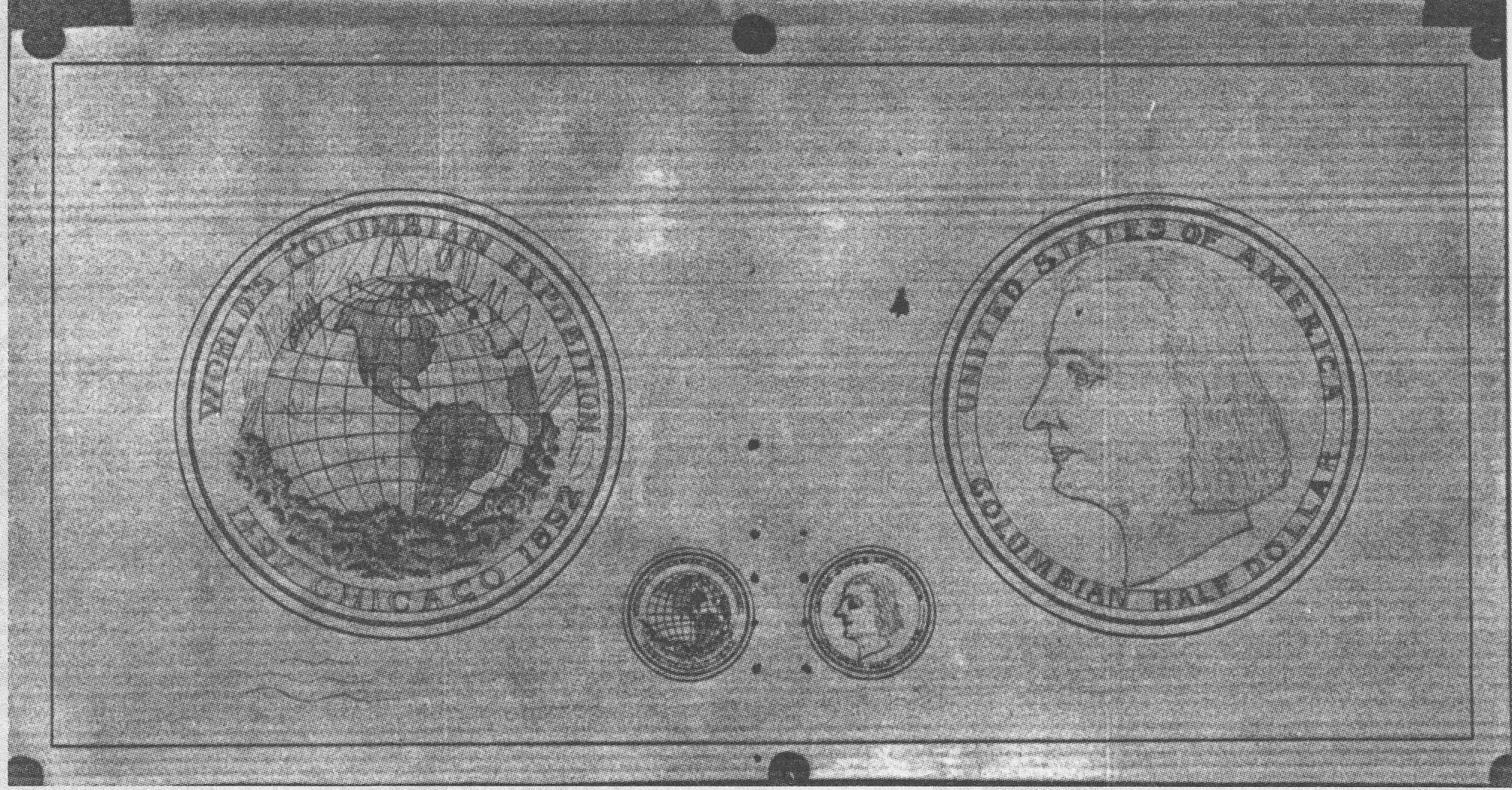
L'esquisse original pour le demi dollars de Barber en août 1892

En juillet 1892, Curits envoya une photographie de la peinture de Lotto à Leech, qui consulta avec Barber et répondit que la gravure n'était pas possible avec une personne de face. Barber pouvait représenté Colomb de profil. Curtis arrangea pour qu'un sculpteur peu connu de Washington D.C., Ulric Stonewall Jackson Dunbar, pour créer un buste basé sur la peinture, aux frais de la Company. Une fois finie, il fut envoyé à Barber à Philadelphie. Barber prépara des esquisses du buste le 15 août et les présenta au directeur ad-intérim du Mint, Robert E. Preston (Leech était en vacances), qui les transmis aux autorités de la foire à Chicago. Ellsworth les montra aux artistes travaillant à l'exposition et à la presse. La réaction des artistes fut négative et les journaux dirent que les esquisses ressemblaient plus à un professeur à longs cheveux qu'au célèbre marin. La controverse, en plus de sa colère à propos du débat public sur la ressemblance de la peinture avec Colomb, incita Ellsworth à refuse que sa peinture soit utilisée pour la pièce.

## Préparation
Même avant l'apparition des esquisses de Barber, d'autres dessins avaient été considérés pour le demi dollars. Frank Millet proposa au directeur de la décoration de la foire, Olin Warner, au début août que Warner dessine la pièce. Warner en modela une représentant Colomb d'après un autre modèle que celui de Lotto. Son revers montrait une caravelle, symbolisation la Santa Maria, le bateau amiral de Colomb, au-dessus de deux globes représentant les hémisphères, même s'ils leur manquaient les lignes des continents. La proposition de Warner fut soutenu par les artistes travaillant sur le chantier de la foire. Leech soutint aussi le dessin immédiatement et retourna de vacances le 26 août, envoyant aux organisateurs de la foire des gravures en bois basées sur la médaille officielle pour le premier voyage de Colomb et arrangeant avec le Département d’État pour que l'ambassade d'Amérique à Madrid. Une médaille fut obtenue et fut donc placée dans la National numismatic collection.

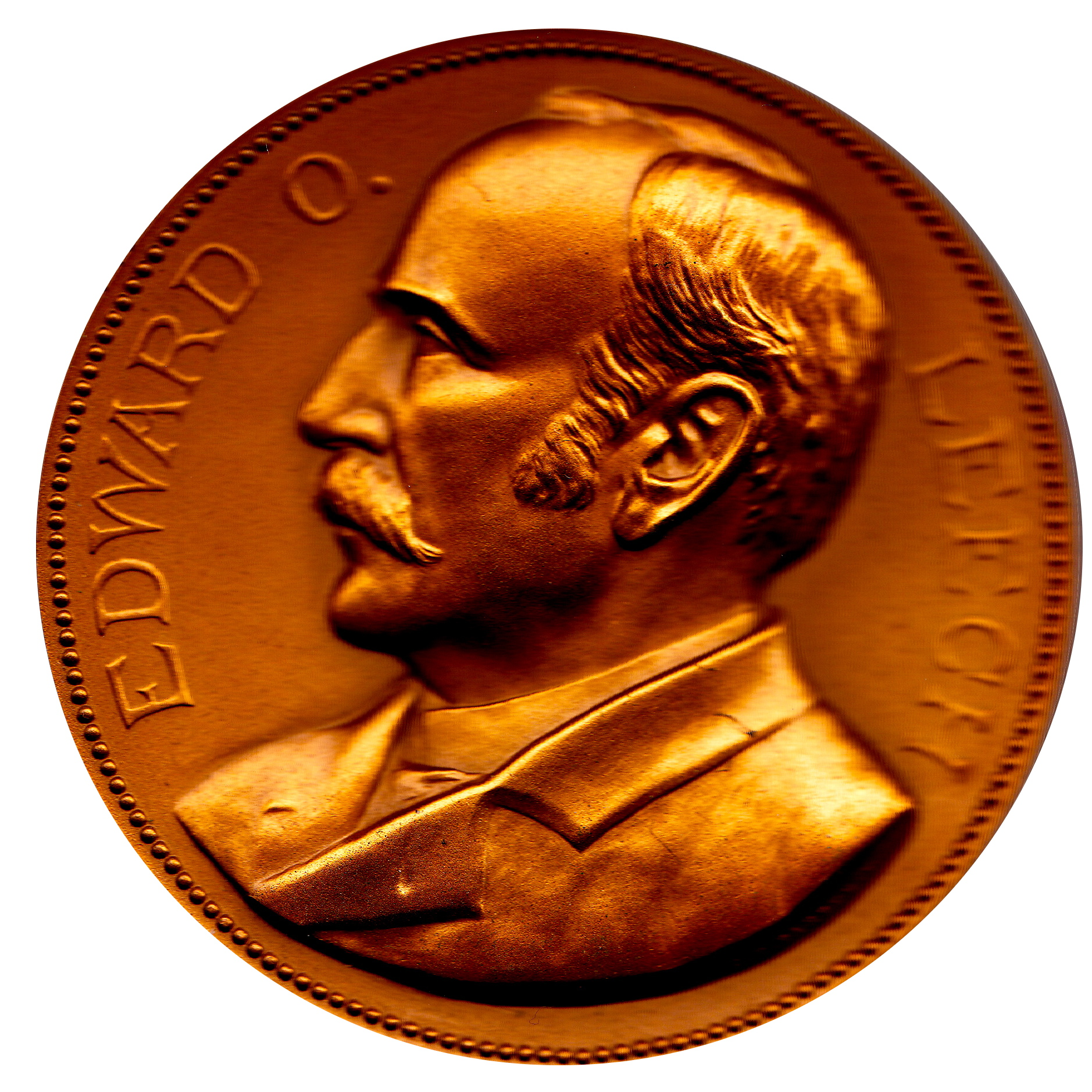
Le directeur du Mint Edward O. Leech, sur sa médaille par Charles E. Barber

Le Mint était disposé à laisser à la Company le dessin de la pièce (Ellsworth avait retiré sa menace de ne pas autorisé sa peinture à être utilisé à la fin de l'été), mais le Comité des finances de la Company était dans l'incapacité de prendre une décision sur quel dessin utilisé. Warner se remit à son travail sur les badges qui devaient être portés par les directeurs de la foire à la cérémonie d'ouverture (la foire elle-même ne devait pas ouvrir au public qu'en mai 1893). Ces badges incluaient un disque rond avec un portrait de Christophe Colomb en haut relief basé sur le portrait de Lotto. Au moment d'être révélée publiquement, le badge a tout de suite été perçu comme pouvait être la base du demi dollare. La Company considéra aussi un dessin avec trois navires et un autre avec un seul et une représentation de l'hémisphère ouest, les deux fournis par le Mint. Des témoignages contemporains mentionnent aussi un revers dessiné par la Company représentant un pavillon de l'exposition.
Fatigué par les allers et retours, les dirigeants de la foire demandèrent un rendez-vous avec ceux du Mint pour trouver une solution finale au dessin. La Company était sous une forte pression financière et les revenus espérés de la vente du demi dollar étaient désespéramment nécessaires. Leech accepta d'envoyer Barber à Chicago, où il rencontra le Comité des finances le 23 septembre 1892. Il a été décidé que la face devrait être basé sur les badges et le revers sur les caravelles de Warner.
Il manquait au badge les inscriptions nécessaires pour une pièce. Pour les faire rentrer sur l'espace disponible, Barber réduisit le dessin en l'entourant avec les lettres. Le navire de la version de Warner sur le revers n'avait pas suffisamment de détails. Barber demanda une photographie de la caravelle qui serait exposée à la foire. Puis, il confia la revers à son assistant, George T. Morgan. Le graveur en chef avait compris le désir d'Ellsworth de voir la peinture de Lotto utilisée qui lui avait écrit plusieurs fois en octobre pour avoir des nouvelles des progrès. Le 17 octobre, Barber finit les premières impression. Le 31, les premières frappes d'essai étaient réalisées et Barber informa Ellsworth que Leech avait dit qu'il s'agissait des plus belles pièces jamais frappées par le Mint. Le directeur du Mint avait supervisé personnellement les dernières étapes de la frappe l'année précédente. Cette fois, il n'intervint pas et parti le 9 novembre pour une conférence monétaire à Bruxelles.
Le 11 novembre, Barber envoya à Ellsworth des impressions sur carton avec les dernières versions de la pièce. Ellsworth approuva. Le graveur en chef fit les derniers ajustements sur le moule lui-même, plutôt que faire les modifications sur un modèle plus large qui serait placé dans un tour pour le réduire. Cette technique était celle de son père et de son prédécesseur et c'était sa manière de travail préférée. Barber ajouta son monogramme «B» au dessin (il est dans le buste, au-dessus de la lettre «B» de «Columbian»). Le «M» de Morgan est caché dans la voilure du bateau du revers.

## Sortie
Le Chicago Tribune décrivit la scène de la première frappe du Columbian half dollar au Philadelphia Mint le 19 novembre 1892:
Les numismates Anthony Swiatek et Walter Breen soutiennent dans leur encyclopédie des premières pièces commémoratives que le premier spécimen défectueux n'aurait pas été détruit mais donné à Ellsworth, un collectionneur bien connu qui possédait des raretés comme le Brasher doubloon et deux spécimens du Dollar de 1804. Ils estiment qu'il est peu probables que des travailleurs expérimentés du Mint auraient sélectionné une planche défectueuse pour la première frappe et qu'Ellsworth obtint la pièce avec l'accord de Bosbyshell.

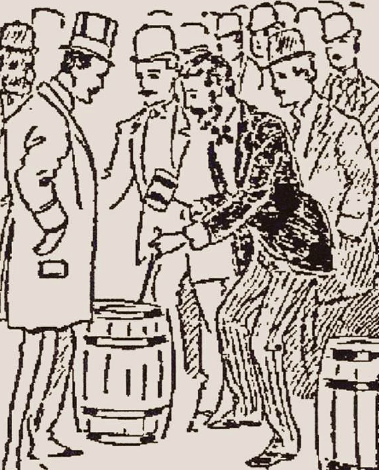
Gravure sur bois contemporaine présentant le président de l'Exposition Company, Harlow Higinbotham, ouvrant le premier baril de Columbian half dollars

Le 15 décembre, le Mint envoie cinq barils des nouvelles pièces chacun contenant 10 000 pièces à Chicago. Chaque baril avait cinq sacs avec un millier de pièces chacun, bien qu'un des barils contenait un sac avec quatre pièces de moins et une boite à cigares avec des enveloppes avec les pièces numéro 1,400, 1492 et 1892 du premier jour de presse. Les tonneaux ont été amenés à la sous-trésorerie de Chicago et le 19 décembre à 13:00 atteignirent le bureau 404 du Rand McNally Building, le quartier-général de l'Exposition. Là, Harlow N. Higinbotham, président de la Company, prit un maillet et un ciseau et ouvrit le baril, enlevant la boite à cigare. Plaçant trois des enveloppes dans sa poche, il montra la première pièce à la foule puis l'enchangea pour un check. Wyckoff, Seamans & Benedict (plus tard la Remington Typewriter Company et fabricant de la machine à écrire officielle de la foire) acheta la première pièce pour 10 000 dollars à des fins publicitaires. Cette pièce fut donnée au nouveau Columbian Museum (aujourd'hui Field Museum). La Company mit tout de suite en vente les pièces pour 1 $ chaque et le premier chargement fut très vite écoulé au près de ceux qui faisaient la queue pour les acheter, les avaient commandées par courrier ou les avaient achetées dans des banques locales. Il n'y avait de packaging officiel; les pièces existent dans des étuis fournit par diverses banques.
La presse se concentra principalement sur le fait que le demi dollar serait vendu au double de sa valeur. Le Colorado Sun commenta : «The World's Fair people count upon making a good thing by selling their five million souvenir half dollars at premium. The Chicago propensity for speculating in futures cannot be restrained.»(«Les personnes de l'Exposition universelle compte faire une bonne affaire en vendant leurs cinq millions de demi dollars à un bénéfice. La propension de Chicago à spéculer ne peut pas être limitée.»). Le Philadelphia Call dit : «Perhaps the proposition to sell the 50¢ souvenirs at the World's Fair for $1 is an evidence of what visitors to Chicago may expect in the general increase in prices.»(«Peut-être que la proposition de vendre le 50¢ souvenir à l'Exposition universelle pour un dollar est une preuve que les visiteurs de Chicago peuvent s'attendre à une hausse générale des prix»). Le dessin était aussi une source de discorde. Le Philadelphia Ledger suggère : «If it were not known in advance whose vignette adorns the Columbian souvenir half dollar, the average observer would be undecided as to whether it is intended to represent Daniel Webster or Henry Ward Beecher.» («Si ce n'était pas su d'avance que les vignettes arborant le Columbian demi dollar souvenir, l'observateur moyen serait indécis quant à savoir s'il s'agit de représenter Daniel Webster ou Henry Ward Beecher»).  The Boston Globe nota, «The first view of the new Columbian souvenir coin inevitably leads to expression of regret that Columbus wasn't a better looking man.» («La première vision de la nouvelle pièce souvenir Columbian inévitablement au regret que Colomb ne fut pas un homme plus attirant»).

## Vente et conséquence

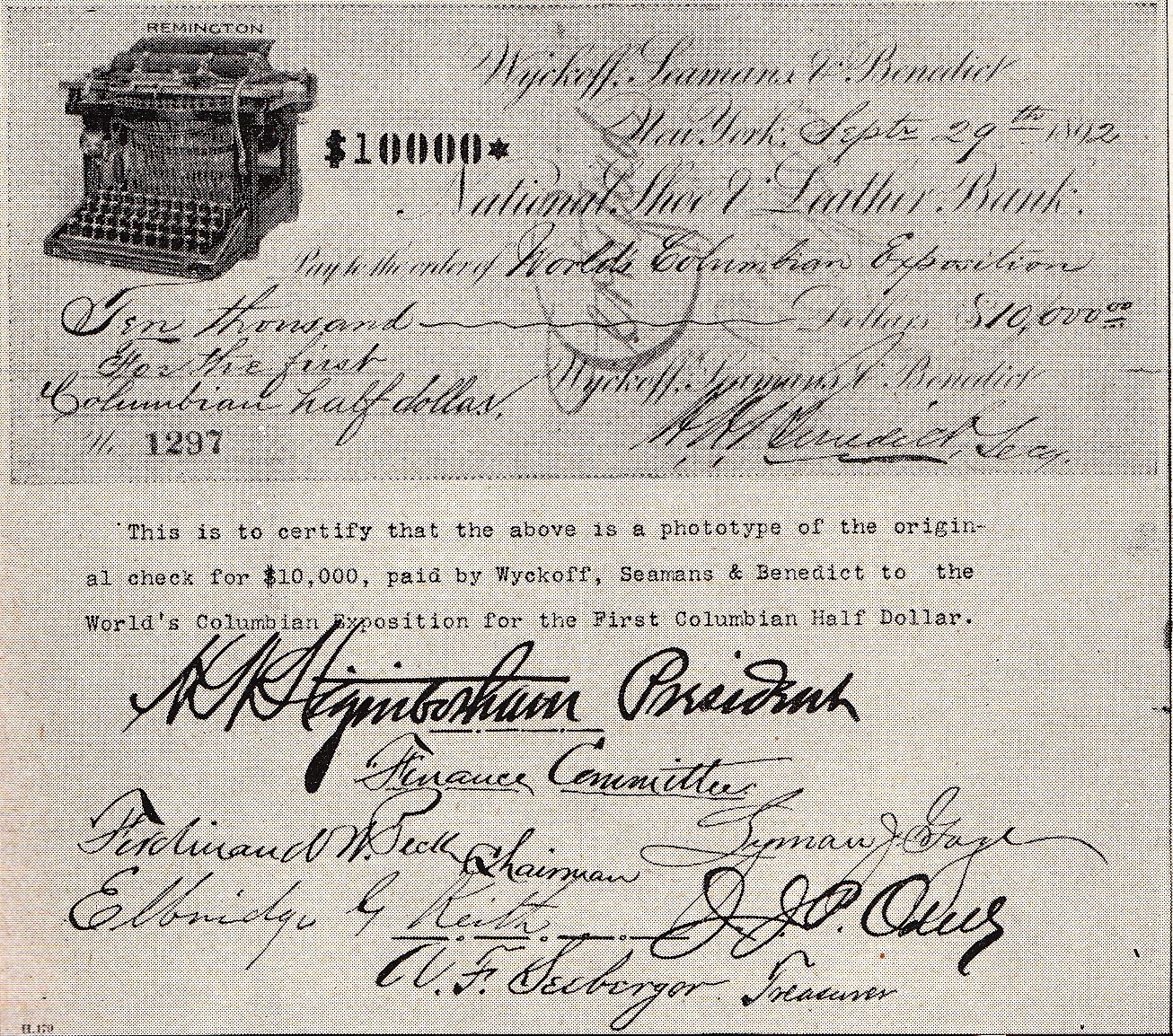
Chèque utilisé pour payer le premier Columbian half dollar

Ellsworth envoya un article de journal à Barner et Warner critiquant la nouvelle pièce de monnaie. Barber répondit énervé avec une réplique de cinq pages et suggérant que les journaux de Chicago représentaient «l'opinion de gens qui montrent une quantité déplorable d'ignorance et semblent enclins à répandre leur venin». Warner réagit avec résignation, disant qu'il n'avait pas encore vu la nouvelle pièce «mais que je parie qu'elle ne ressemble pas au modèle». Une objection importante par les critiques était que Barber avait diminué le relief du badge de Warner pour garantir que les pièces suivent les standards de circulation et puissent s'empiler correctement. Les critiques remarquèrent que ces changements n'étaient pas nécessaires puisqu'il s'agissait d'une pièce commémorative et donc peu probablement qu'elles soient en circulation.
Un certain nombre de Belle épreuve furent émises selon les recommandations de Barber et du surintendant Bobyshell. Ellsworth était très enthousiaste voyant les frappes spéciales comme des cadeaux, mais a été forcé de les partager avec Higinbotham, le président de la Company. Les belles épreuves de l'année 1892 sont formées des quatre cents premières pièces frappées et les numéros 400, 1492 et 1892. Le nombre exact de belles épreuves frappées en 1893 est moins certain :  R.S. Yeoman's A Guide Book of United States Coins dit que 100 belles épreuves ont été frappées, mais le numismate Ira Goldberg dans un article de 2011 montre qu'il y aurait eu moins de 10 pièces cette année. La première pièce frappée en 1893 est détenue par la Chicago Historical Society (aujourd'hui le musée d'histoire de Chicago). Le Mint considéra d'inclure le Columbian half dollar dans des séries de belles épreuves, mais à ce moment les belles épreuves n'étaient vendues qu'à quelques cents de plus que leur valeur et donc elles auraient dû vendre les belles épreuves à plus d'un dollar pour ne pas dévaluer la valeur des pièces commémoratives encore hors circulation. Le Mint décida contre la vente publique des belles épreuves du Columbian half dollar.

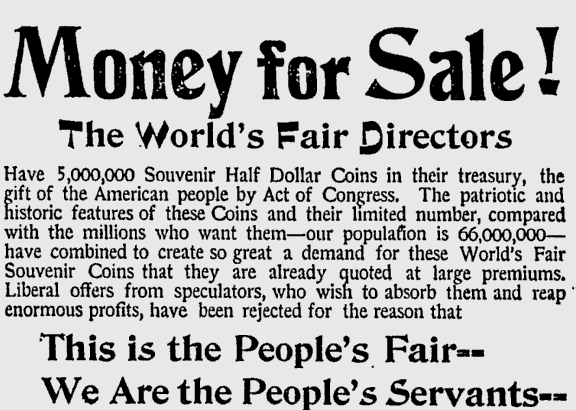
Extrait d'une publicité placée par les organisateurs de la foire dans des journaux à travers les États-Unis

Avec la nouvelle année, les pièces furent datées 1893; tout juste plus de quatre millions de frappes furent autorisées avec la date 1893, les autres étant datées 1892. Un total de 5 002 105 de Columbian half dollars furent frappés, avec un excès autorisé par l'Assay Commission. En février 1893, les ventes avaient chuté dramatiquement. La Company déposa 2 000 000 half dollars dans des banques de Chicago comme caution pour des emprunts. En mars, le Congrès approuva 1 141 700 half dollars pour couvrir les coûts avancés par le gouvernement comme les dépenses concours et donné des médailles aux exposants. La Company pourrait échanger les demi dollars si elle pouvait rembourser les dépenses, ce qu'elle refusa de faire appelant l'action du gouvernement un manque de foi. En réponse, la Company déclara qu'elle n'était plus soumise à un accord de 1892 qui empêchait la foire d'ouvrir le dimanche,.
Les ventes durant la foire elle-même allaient jusqu'à la construction d'une reproduction du bâtiment du trésor à Washington D.C. à partir de demi dollars 20 pieds (6,1 m) de long et 4 pieds (1,2 m) de haut. Ces pièces étaient vendues, mais ne pouvait pas être réclamées avant la fin de la foire. En juin 1893, les dirigeants de la foire ont empilé des demi dollars pour créer une réplique du Washington Monument de 22 pieds (6,7 m) de haut. Quand la foire ferma en octobre, de nombreuses pièces restèrent dans les mains des organisations, le Trésor et les banques de Chicago. Seulement 358 645 pièces ont été vendues au prix d'un dollar.
Avec la fermeture de la foire, il restait 4 600 000 half dollars à vendre. Les organisateurs ne voulaient pas que les pièces soient mises en circulation pour que celles déjà achetées ne perdent pas de leur valeur. Les pièces restantes dans les mains de la Company furent reprises par le Mint qui les fondit. Les frais pour le service fut effacé par le Congrès. Les pièces qui étaient détenues par le Trésor furent offertes à la vente à leur prix réel en octobre 1894. Quand il s'avéra qu'il y avait peu d'acheteurs, elles furent mises en circulation. Un million de pièces détenues par les banques de Chicago furent aussi mises en circulation. Même si 2 501 700 half dollars furent fondus (datant de 1893), il restait un grand nombre de pièces dans les mains du public. Le vendeur de pièces et numismate Q. David Bowers se rappelle que dans les années 1950, les Columbians étaient parmi les pièces les plus courantes du XIXe siècle encore en circulation. Ce ne fut que dans les années 1930 que les pièces en parfaite condition commencèrent à être vendues à 1 dollar. Mais ce fut dans les années 1960, quand les pièces en argent furent remplacées par des pièces en métal que les prix augmentèrent. Dans la version de 2012 du Yeoman's catalog, les deux pièces étaient listées en dessous de 20 $ en condition presque sans circulation (AU-50) avec des spécimens en qualité presque parfaite (MS-66) se vendant à plus de mille dollars.
Une des raisons pour le manque de ventes, et de la mauvaise qualité de plusieurs spécimens survivants, est que quand la foire ouvrit, la panic de 1893 commença, une des plus grandes dépressions de l'histoire des États-Unis - cinquante cents pouvaient faire la différence dans un budget au moment où le visiteur moyen dépensait 1,18 $ à la foire. Les visiteurs de la foire étaient peu enclins à échanger un dollar pour une pièce de cinquante cents, et ceux qui en avaient les utilisèrent après le crash.